# بوهة عربية
البوهة العربية (الاسم العلمي: Bubo milesi) هي بومة تستوطن جنوب شبه الجزيرة العربية.